# Anomija
Anomíja (iz grš. α (a), ne- predpona odsotnosti in  νόμος (nomos), zakon, red) je stanje družbe, v kateri ne obstaja ali ne delujejo zakonski predpisi niti po običaju urejena razmerja (običajno pravo). Pogosto gre za neusklajenost med pojmovanji posameznikov ali skupin v družbi, odsotnost skupno priznanih pravil medsebojnega ravnanja.
Pojem anomija moramo ločiti od pojma anarhija. Ideal anarhistov je urejena družba, ki bi delovala na osnovi usklajenosti pogledov na red (popolna »nomija«) ob odsotnosti prisile oblasti, kar ilustrira znameniti izrek:
Najvišja popolnost družbe je v sozvočju med redom in odsotnostjo nadoblasti— Proudhon, Qu'est-ce que la propriété ? (Kaj je lastnina?) - 1840
Za odsotnost prisile, nadvlade med ljudmi, je Proudhon uporabil pojem anarhija.
.
Anomija je povezana s pretrganjem družabnih vezi med posameznikom in družbo, drobljenjem osebnostne samoocene in odklanjanjem usmerjevalnih vrednot. To pojmovanje anomije je populariziral francoski sociolog Émile Durkheim v svojem delu o samomorilstvu . Izraz anomija je pred tem že uporabljal francoski filozof Jean-Marie Guyau.

## Drugi viri
- Jambrek, Peter: Uvod v sociologijo. Ljubljana, Državna založba Slovenije, 1992

glej izbor citatov iz Jambrek (1992) in drugih avtorjev o anomiji: Integracija ali anomija pravnih norm, Žoharjev blog 2010-10-26 Arhivirano 2011-10-15 na Wayback Machine. vpogledano 15.10.2011
- Krivec, Neža: Teorija anomije (diplomsko delo, 2009, FVV - Fakulteta za varnostne vede), COBISS_ID: 1748714[mrtva povezava], UNI_Krivec_Neza_i2009.pdf[mrtva povezava] (455,22 KB), vpogledano 15.10 2011